# ملایه
ملایه (به صربی: Melaje) یک منطقهٔ مسکونی در صربستان است که در توتین، صربستان واقع شده‌است. ملایه ۴۳۱ نفر جمعیت دارد.